# Камаштли
Камаштли (исп. Camaxtli) — в мифологии майя и ацтеков бог охоты, войны и судьбы. Разжёг первый огонь, использовав для этого небесный свод. Один из 4 богов, создавших мир. Отводил воинов, убитых в битвах и во время человеческих жертвоприношений, на восточное небо, где они становились звёздами. Является также племенным богом чичимеков и в качестве бога охоты почитался в виде оленя. Позже у ацтеков был связан с культами Уитцилопочтли и Кетцалькоатля, считаясь отцом последнего. Иногда в мифах является синонимом Мишкоатля, нося имя Мишкоатль-Камаштли.
Вот что пишет Льюис Спенс:
Он был богом войны у жителей Тлашкалы — постоянных соперников ацтеков из Мехико. Для воинов Тлашкалы он был практически как Уицилопочтли для воинов Мехико. Его отождествляли с Мишкоатлем и с богом утренней звезды, в цвета которого раскрашивали его тело и лицо. Но по всей вероятности, Камаштли изначально был богом охоты, которого в более поздний период превратили в бога войны, потому что он обладает дротиком-молнией — символом божественной воинственной доблести.

## Первоисточники
- Пресвитер Хуан; Антонио Перес; фрай Педро де лос Риос (глоссы). Кодекс Теллериано-Ременсис. www.kuprienko.info. — Украина, Киев, 2010. Перевод с испанского - А.Скромницкий, В.Талах. Дата обращения: 11 ноября 2012. Архивировано 5 декабря 2012 года.